# Brad Buckman
Bradley Bond Buckman, detto Brad (Austin, 11 gennaio 1984), è un ex cestista statunitense, professionista nella NBDL e in Europa.

## Palmarès
- McDonald's All-American Game (2002)